# Raysymmela bruchi
Raysymmela bruchi är en skalbaggsart som beskrevs av Moser 1924. Raysymmela bruchi ingår i släktet Raysymmela och familjen Melolonthidae. Inga underarter finns listade i Catalogue of Life.